# Placidus Beneš
Placidus Beneš (zm. 1844 w Broumovie) – 54. opat klasztoru benedyktyńskiego w Broumovie, w latach 1818-1844.

## Działalność budowlana
Za panowania opata zbudowano m.in.
- plebanię w Vernéřovicach z kartuszem zawierającym herb klasztoru[2], datę 1835 i inicjały  P.B. oznaczające  Placidusa Beneša[1], opata w Broumovie (w j. łac. Abbas Braunensis)[3].  Obok stoi kościół św. Michała Archanioła należący do broumovskiej grupy kościołów[4].
- plebanię w Ruprechticach z  kartuszem zawierającym herb klasztoru, datę 1838 i inicjały PB - Placidusa Beneša[1]. Obok plebanii kościół należący do broumovskiej grupy kościołów[4].

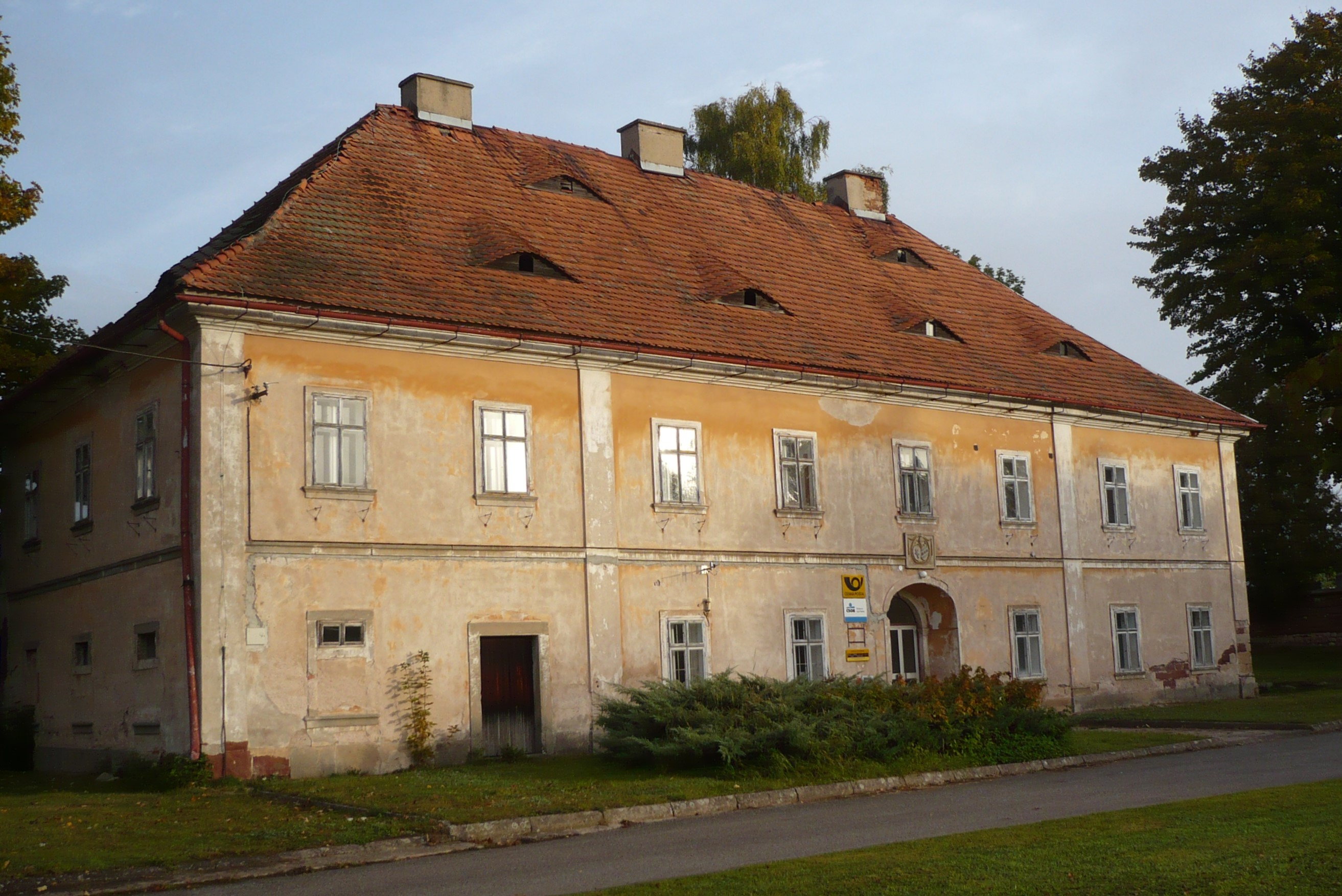
Plebania w Vernéřovicach
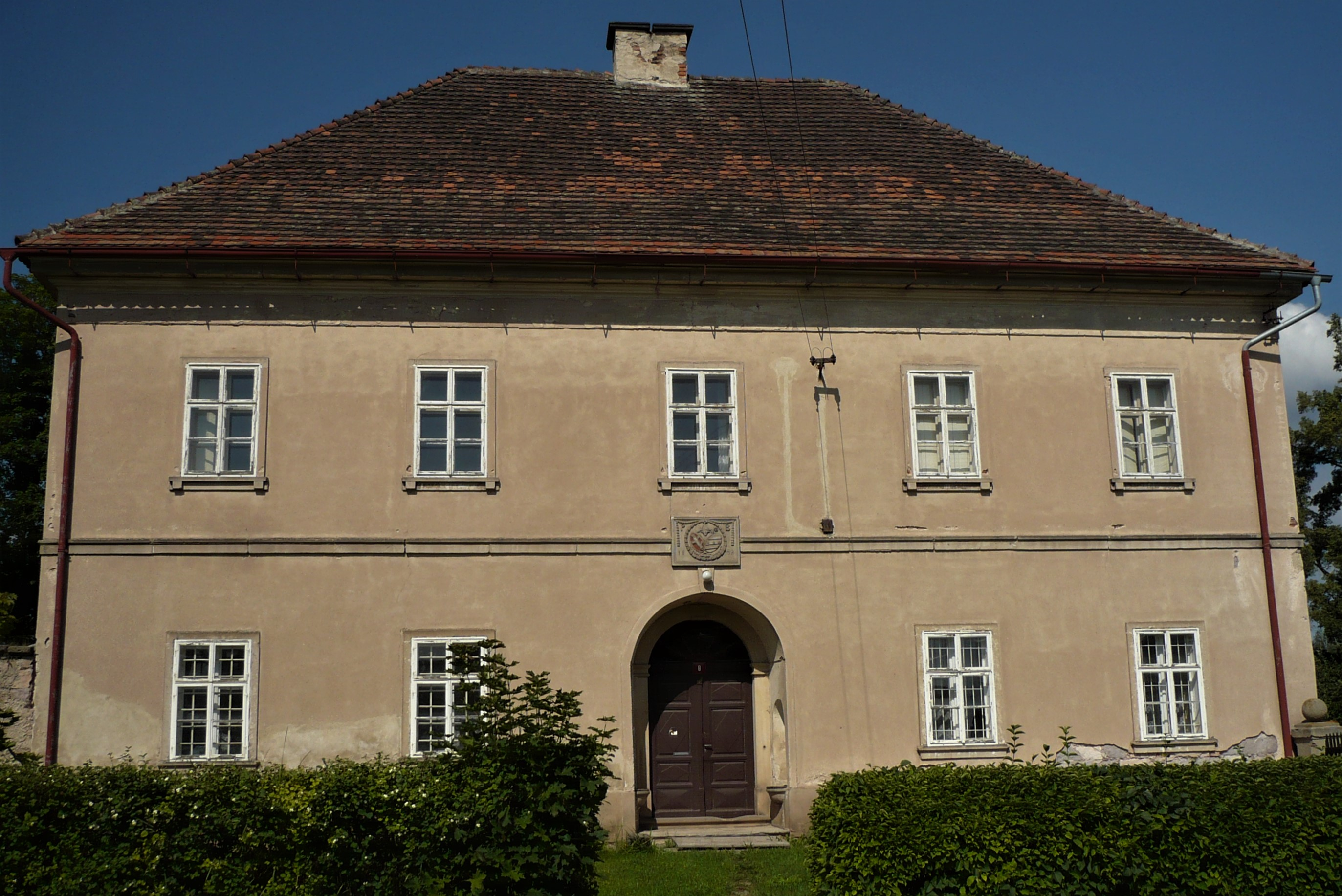
Plebania w Ruprechticach
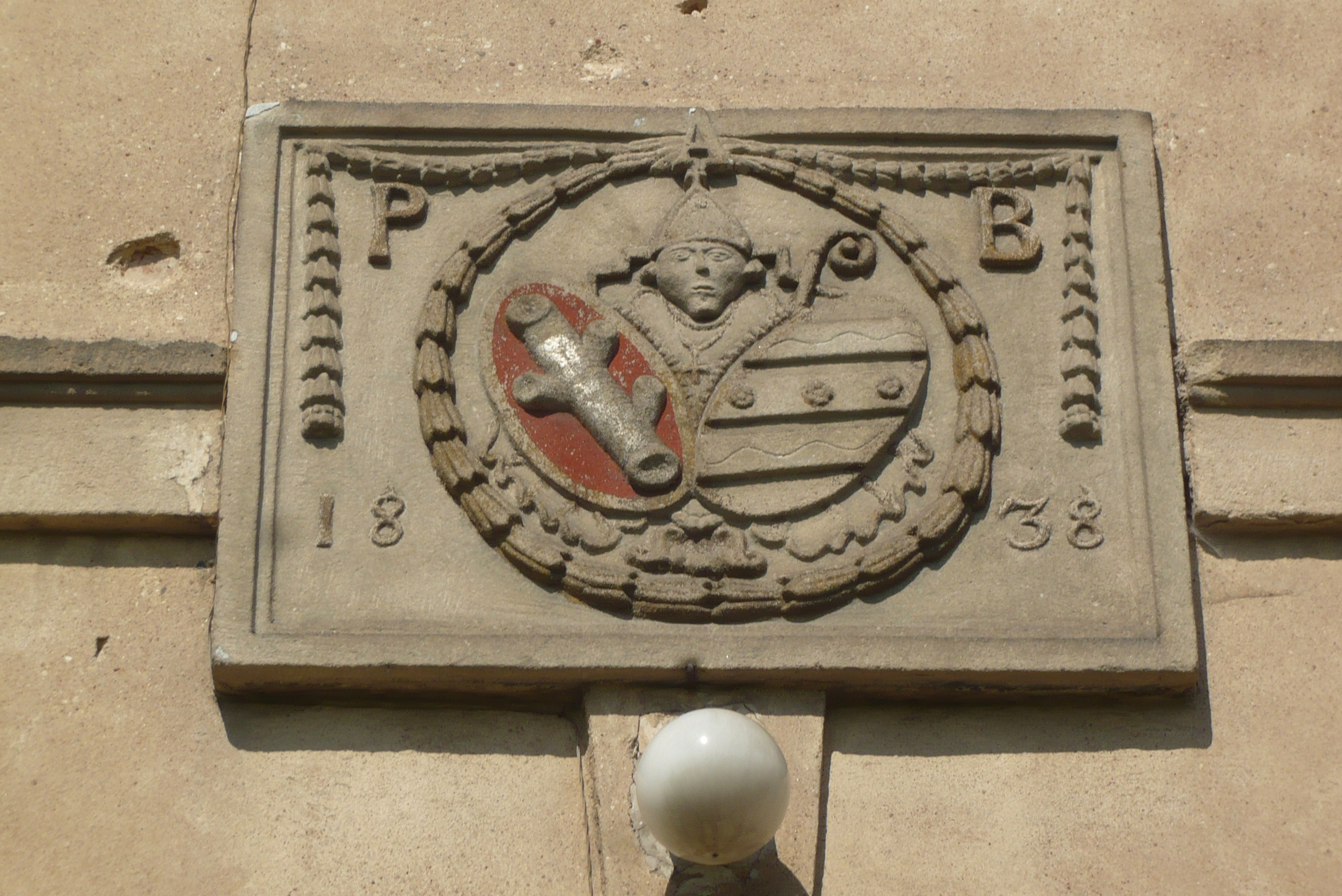
Herb na plebanii (PB, 1838)